# Cristina Cassanelli
Cristina Cassanelli (Bologna, 3 luglio 1974) è un'allenatrice di calcio ed ex calciatrice italiana, di ruolo difensore, vice di Simone Bragantini nella squadra femminile del Bologna.
Nella sua lunga carriera ha disputato oltre 200 partite in Serie A, massimo livello del campionato italiano, con dieci diverse squadre, conquistando quattro scudetti e una Supercoppa italiana, vestendo anche la maglia della nazionale italiana in 29 incontri.
È inoltre allenatrice dell’attivita di base maschile del Bologna FC 1909, nonché allenatrice in seconda della prima squadra femminile.

## Statistiche

### Cronologia presenze e reti in nazionale
| Cronologia completa delle presenze e delle reti in nazionale ― Italia | Cronologia completa delle presenze e delle reti in nazionale ― Italia | Cronologia completa delle presenze e delle reti in nazionale ― Italia | Cronologia completa delle presenze e delle reti in nazionale ― Italia | Cronologia completa delle presenze e delle reti in nazionale ― Italia | Cronologia completa delle presenze e delle reti in nazionale ― Italia | Cronologia completa delle presenze e delle reti in nazionale ― Italia | Cronologia completa delle presenze e delle reti in nazionale ― Italia |
| Data                                                                  | Città                                                                 | In casa                                                               | Risultato                                                             | Ospiti                                                                | Competizione                                                          | Reti                                                                  | Note                                                                  |
| --------------------------------------------------------------------- | --------------------------------------------------------------------- | --------------------------------------------------------------------- | --------------------------------------------------------------------- | --------------------------------------------------------------------- | --------------------------------------------------------------------- | --------------------------------------------------------------------- | --------------------------------------------------------------------- |
| 7-9-2005                                                              | Zwolle                                                                | Paesi Bassi                                                           | 0 – 2                                                                 | Italia                                                                | Amichevole                                                            | -                                                                     |                                                                       |
| 24-9-2005                                                             | Monza                                                                 | Italia                                                                | 3 – 1                                                                 | Ucraina                                                               | Qual. Mondiali 2007                                                   | -                                                                     |                                                                       |
| 29-10-2005                                                            | Bergen                                                                | Norvegia                                                              | 1 – 0                                                                 | Italia                                                                | Qual. Mondiali 2007                                                   | -                                                                     |                                                                       |
| 2-11-2005                                                             | Sesto al Reghena                                                      | Italia                                                                | 6 – 0                                                                 | Serbia e Montenegro                                                   | Qual. Mondiali 2007                                                   | -                                                                     |                                                                       |
| 8-3-2006                                                              | Isernia                                                               | Italia                                                                | 4 – 0                                                                 | Scozia                                                                | Amichevole                                                            | -                                                                     | 46’                                                                   |
| 12-3-2006                                                             | Venafro                                                               | Italia                                                                | 1 – 0                                                                 | Giappone                                                              | Amichevole                                                            | -                                                                     |                                                                       |
| 29-3-2006                                                             | Aversa                                                                | Italia                                                                | 2 – 0                                                                 | Grecia                                                                | Amichevole                                                            | -                                                                     | 62’                                                                   |
| 22-4-2006                                                             | Atene                                                                 | Grecia                                                                | 0 – 5                                                                 | Italia                                                                | Qual. Mondiali 2007                                                   | -                                                                     |                                                                       |
| 17-6-2006                                                             | Mariupol'                                                             | Ucraina                                                               | 2 – 1                                                                 | Italia                                                                | Qual. Mondiali 2007                                                   | -                                                                     |                                                                       |
| 21-6-2006                                                             | Belgrado                                                              | Serbia e Montenegro                                                   | 0 – 7                                                                 | Italia                                                                | Qual. Mondiali 2007                                                   | -                                                                     | 75’                                                                   |
| 25-6-2006                                                             | Toronto                                                               | Canada                                                                | 2 – 1                                                                 | Italia                                                                | Amichevole                                                            | -                                                                     | 16’                                                                   |
| 3-8-2006                                                              | Krefeld                                                               | Germania                                                              | 5 – 0                                                                 | Italia                                                                | Amichevole                                                            | -                                                                     |                                                                       |
| 9-9-2006                                                              | Dublino                                                               | Irlanda                                                               | 0 – 1                                                                 | Italia                                                                | Amichevole                                                            | -                                                                     | 90’                                                                   |
| 23-9-2006                                                             | Rimini                                                                | Italia                                                                | 1 – 2                                                                 | Norvegia                                                              | Qual. Mondiali 2007                                                   | -                                                                     |                                                                       |
| 30-10-2006                                                            | Masan                                                                 | Brasile                                                               | 1 – 1                                                                 | Italia                                                                | Coppa della Regina della Pace 2006                                    | -                                                                     |                                                                       |
| 1-11-2006                                                             | Changwon                                                              | Corea del Sud                                                         | 1 – 2                                                                 | Italia                                                                | Coppa della Regina della Pace 2006                                    | -                                                                     | 60’                                                                   |
| 2-2-2007                                                              | Almere                                                                | Paesi Bassi                                                           | 2 – 0                                                                 | Italia                                                                | Amichevole                                                            | -                                                                     | 46’                                                                   |
| 7-3-2007                                                              | Lagos                                                                 | Islanda                                                               | 1 – 2                                                                 | Italia                                                                | Algarve Cup 2007                                                      | -                                                                     |                                                                       |
| 9-3-2007                                                              | Lagos                                                                 | Portogallo                                                            | 0 – 1                                                                 | Italia                                                                | Algarve Cup 2007                                                      | -                                                                     | 88’                                                                   |
| 12-3-2007                                                             | Silves                                                                | Italia                                                                | 4 – 1                                                                 | Irlanda                                                               | Algarve Cup 2007                                                      | -                                                                     |                                                                       |
| 14-3-2007                                                             | Olhão                                                                 | Italia                                                                | 1 – 0                                                                 | Germania                                                              | Algarve Cup 2007 - Finale 7º posto                                    | -                                                                     |                                                                       |
| 6-4-2007                                                              | Perth                                                                 | Scozia                                                                | 2 – 1                                                                 | Italia                                                                | Amichevole                                                            | -                                                                     | 58’                                                                   |
| 30-5-2007                                                             | Dublino                                                               | Irlanda                                                               | 1 – 2                                                                 | Italia                                                                | Qual. Euro 2009                                                       | -                                                                     |                                                                       |
| 1-7-2007                                                              | Qinhuangdao                                                           | Messico                                                               | 2 – 2                                                                 | Italia                                                                | Amichevole                                                            | -                                                                     | 69’                                                                   |
| 4-7-2007                                                              | Shenyang                                                              | Italia                                                                | 5 – 0                                                                 | Thailandia                                                            | Amichevole                                                            | -                                                                     | 86’                                                                   |
| 7-7-2007                                                              | Qinhuangdao                                                           | Cina                                                                  | 3 – 1                                                                 | Italia                                                                | Amichevole                                                            | -                                                                     | 37’                                                                   |
| 10-7-2007                                                             | Shenyang                                                              | Italia                                                                | 2 – 1                                                                 | Thailandia                                                            | Amichevole                                                            | -                                                                     | 46’                                                                   |
| 30-1-2008                                                             | Martigues                                                             | Francia                                                               | 1 – 0                                                                 | Italia                                                                | Amichevole                                                            | -                                                                     | 90+3’                                                                 |
| 12-3-2008                                                             | Olhão                                                                 | Svezia                                                                | 3 – 0                                                                 | Italia                                                                | Algarve Cup 2008 - Finale 5º posto                                    | -                                                                     | 84’                                                                   |
| Totale                                                                |                                                                       | Presenze                                                              | 29                                                                    |                                                                       | Reti                                                                  | 0                                                                     |                                                                       |

## Palmarès
- Campionato italiano: 4

Modena: 1996-1997, 1997-1998
Verona Günther: 1995-1996
Bardolino Verona: 2004-2005
- Supercoppa italiana: 1

Modena: 1997